# Grupo Português de Estudos Feministas
Grupo Português de Estudos Feministas var en portugisisk kvinnoorganisation, verksam mellan 1907 och 1908. 
Föreningen räknas som den första feministiska organisationen i Portugal och som startpunkten för de organiserade kvinnorörelsen i landet, som  ledd av författaren och journalisten Ana de Castro Osório, samlade intellektuella, läkare, författare, journalister och framför allt lärare, i syfte att sprida idealen om kvinnlig frigörelse . 